# Timonius vaccinioides
Timonius vaccinioides là một loài thực vật có hoa trong họ Thiến thảo. Loài này được Wernham ex Ridl. miêu tả khoa học đầu tiên năm 1916.